# Camillus (Nowy Jork)
Camillus – miasto w Stanach Zjednoczonych, w stanie Nowy Jork, w hrabstwie Onondaga.